# 香川県道204号丸亀停車場線
香川県道204号丸亀停車場線（かがわけんどう204ごう まるがめていしゃじょうせん）は、香川県丸亀市を通る一般県道である。

## 概要

### 路線データ
- 起点：香川県丸亀市新町（予讃線 丸亀駅前）
- 終点：香川県柞原町（丸亀市柞原町交差点、国道11号交点、香川県道・徳島県道4号丸亀三好線起点）
- 総延長：2.6 km

## 路線状況

### 重複区間
- 香川県道21号丸亀詫間豊浜線（丸亀市南条町 - 丸亀市六番町・丸亀市六番町交差点）
- 香川県道33号高松善通寺線（丸亀市南条町 - 丸亀市中府町1丁目・丸亀市中府町交差点）

## 地理

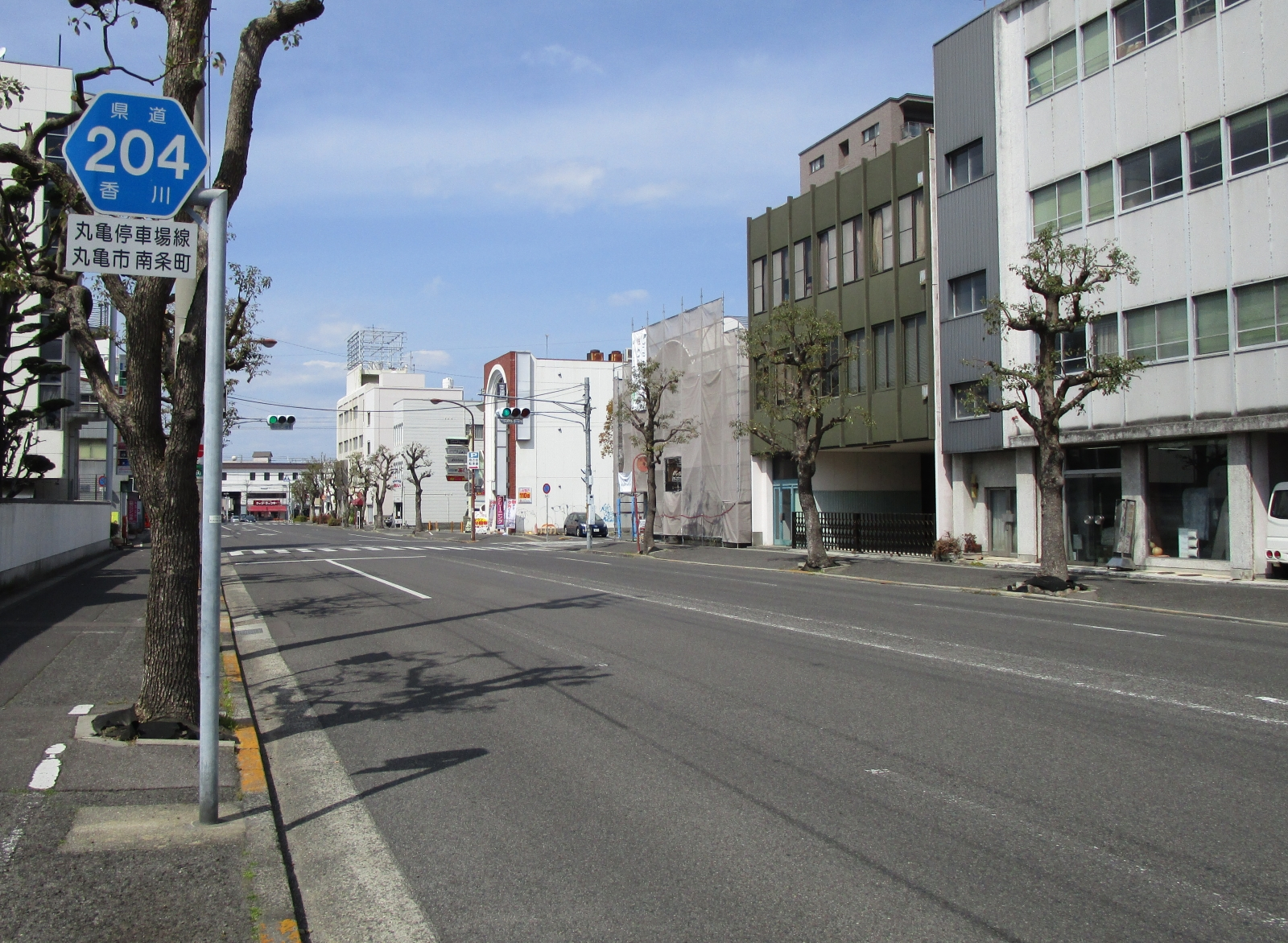
香川県道204号丸亀停車場線
本照寺付近

### 通過する自治体
- 丸亀市

### 交差する道路
| 交差する道路                                                                  | 交差する場所           | 交差する場所       |
| ----------------------------------------------------------------------------- | ---------------------- | ------------------ |
| 香川県道21号丸亀詫間豊浜線 重複区間起点 香川県道33号高松善通寺線 重複区間起点 | 南条町                 |                    |
| 香川県道21号丸亀詫間豊浜線 重複区間終点                                       | 六番町                 | 丸亀市六番町交差点 |
| 香川県道205号多度津丸亀線                                                     | 城西町2丁目            | 丸亀市城西町交差点 |
| 香川県道33号高松善通寺線 重複区間終点                                         | 中府町1丁目            | 丸亀市中府町交差点 |
| 国道11号 国道319号 重複 香川県道・徳島県道4号丸亀三好線                       | 柞原町（くばらちょう） | 柞原交差点 / 終点  |

### 沿線
- JR四国予讃線 丸亀駅
- 丸亀警察署 丸亀中央交番
- 丸亀市立中央図書館
- 丸亀市立城西小学校
- 香川県立丸亀高等学校